# Pleurophorus caesus
Pleurophorus caesus (лат.) — вид пластинчатоусых жуков из подсемейства афодин.Распространён в Центральной и Южной Европе, Закавказье, Малой Азии, Северной Африке, на Мадагаскаре, в Северной и Южной Америке. Обитают под сухим навозом и в гниющей растительности.
Имаго длиной 2—3,5 мм. Тело вытянутое, цилиндрическое, чёрное, блестящее. Передний край наличника и ноги ржаво-рыжие. Усики жёлтые. Жуки характеризуются следующими признаками:
- бороздки надкрылий часто в едва заметных точках;
- пришовный промежуток близ вершин надкрылий не расширяется.